# Thomas Gruber (Medienwissenschaftler)

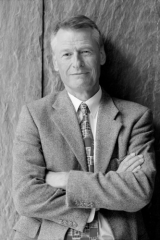
Thomas Gruber Foto: BR / Gradicsky

Thomas Friedrich Gruber (* 5. Februar 1943 in Eislingen/Fils) ist ein deutscher Medienwissenschaftler. Er war von 2002 bis 2011 Intendant des Bayerischen Rundfunks.

## Leben
Nach dem Besuch einer Waldorfschule studierte Thomas Gruber von 1964 bis 1969 Wirtschafts- und Sozialwissenschaften an der Technischen Hochschule Stuttgart (heute Universität Stuttgart) und der Universität Erlangen-Nürnberg und machte den Abschluss als Diplomkaufmann. Von 1970 bis 1978 arbeitete er als Wissenschaftlicher Assistent am Sozialwissenschaftlichen Forschungszentrum und am Lehrstuhl für Politik- und Kommunikationswissenschaft der Universität Erlangen-Nürnberg. 1975 promovierte er zum Dr. rer. pol. am Sozialwissenschaftlichen Institut der Universität Erlangen-Nürnberg mit der Dissertation Die Übernahme der journalistischen Berufsrolle.
Von 1978 bis 1981 arbeitete er als Medienreferent des damaligen schleswig-holsteinischen Ministerpräsidenten Gerhard Stoltenberg in Kiel.
Ab 1981 arbeitete er als Assistent des Fernsehdirektors beim Bayerischen Rundfunk in München.
1984 übernahm Gruber die Leitung der Redaktion „Familie“ im Bayerischen Fernsehen und war dort unter anderem verantwortlich für die Jugendsendung Live aus dem Alabama.
1986 wurde er Leiter der Hauptabteilung Intendanz des Bayerischen Rundfunks.
Ab 1990 leitete er das BR-Studio Franken mit Hauptsitz in Nürnberg.
Von 1995 bis 2001 war Gruber BR-Hörfunkdirektor, zusätzlich 1995 und 1996 auch Vorsitzender der ARD-Hörfunkkommission. Seit 2002 war er Intendant beim BR. Bei der Wahl für dieses Amt im Juli 2001 setzte er sich gegen den Mitbewerber Gerhard Fuchs durch, der von Ministerpräsident Edmund Stoiber favorisiert worden war.
2003 wurde er zum Honorarprofessor an der Otto-Friedrich-Universität Bamberg mit dem Fachgebiet Medienmanagement und Kulturvermittlung berufen und im selben Jahr zum Leiter der Abteilung I „Kommunikations- und Medienwissenschaft“ an der Hochschule für Fernsehen und Film in München ernannt.
Er ist seit 2007 Mitglied des Hochschulrates der Friedrich-Alexander-Universität Erlangen-Nürnberg sowie Vorstandsmitglied des MedienCampus Bayern und seit Juni 2008 Mitglied des Senats der Max-Planck-Gesellschaft.
Gruber war in den Jahren 2005 und 2006 ARD-Vorsitzender.

## Auszeichnungen
- Bundesverdienstkreuz  (1999)
- Bayerische Verfassungsmedaille in Silber (2001)
- Bayerischer Verdienstorden (2004)
- Bundesverdienstkreuz I. Klasse (2009)
- Großer Verdienstorden des Landes Südtirol (2010)
- Bayerische Verfassungsmedaille in Gold (2010)